# Arkady Renko
Arkady Renko es un detective ficticio que protagoniza ocho novelas del escritor estadounidense Martin Cruz Smith.

## Historia del personaje
En Parque Gorki, la primera novela,  es investigador jefe de la Milicia Soviética en Moscú, donde se encarga de las investigaciones de homicidios. En las secuelas posteriores, desempeña diferentes papeles, desde policía de la Milicia a trabajador en un barco-factoría de pescado en el ártico.
Nacido en una familia de la nomenklatura, Arkady es el hijo del general del Ejército Rojo Kiril Renko, un estalinista irredento también conocido como "el Carnicero", quién ve a Arkady como un amargo fracaso por haber escogido la vida de un simple policía en lugar de una carrera militar, o incluso una carrera en el Partido Comunista. Arkady tampoco se puede perdonar el haber contribuido indirectamente y sin saberlo al suicidio de su madre (cuando era niño, le ayudó a reunir las rocas que usó para ahogarse en un lago cercano a su dacha familiar). Harto de las mentiras oficiales de la sociedad soviética, Arkady no teme exponer la corrupción y deshonestidad de parte de la influyente y bien protegida élite, a pesar de las consecuencias. Y cuándo es expuesto a la sociedad capitalista Occidental,  la encuentra igualmente corrupta y regresa a la Unión Soviética. A pesar de esto, y de su carácter cínico, aparecen en el rasgos de un hombre que es capaz de sentir compasión y tener fe en el futuro.
Los primeros tres libros, publicados entre 1981 y 1992, forman una trilogía que culmina con la caída de la Unión Soviética, en el Golpe de agosto en 1991. La acción en Parque Gorki se desarrolla en la Unión Soviética y en los Estados Unidos, Estrella Polar a bordo un pesquero de altura soviético en el mar de Bering, y Plaza Roja en Alemania del oeste y la Rusia soviética de la Glasnost. Bahía de La Habana transcurre en Cuba; Tiempo de perros (2004) vuelve a situarse en Moscú y en las áreas afectadas por el desastre de Chernobyl. En El fantasma de Stalin, publicada en 2007, Renko regresa Rusia, presidida por Vladímir Putin, seguido por Tres Estaciones publicada en 2010 y Tatiana en 2013.

## Síndrome de la Patoheterodoxia
El "Síndrome de la Patoheterodoxia" es una enfermedad mental ficticia. Consiste en un tipo de arrogancia delirante que impide ser un buen ciudadano soviético. Según un agente del KGB, Renko estaría afectado por dicha "enfermedad".

### Ideas e influencias
El hecho que Renko sea descrito como afectado por este síndrome puede ser una pista para creer que es un héroe byroniano.
Smith creó el concepto de "Patoheterodoxia" para mostrar de manera satírica cómo la Unión Soviética caracterizaba a sus disidentes y explicaba así su "fracaso" a la hora de obedecer y ser disciplinados.
Mientras que ese síndrome es ficticio, alude a la práctica soviética real de clasificar a los disidentes como enfermos mentales, y de tratarles a la fuerza con drogas psicotrópicas.

## Las novelas de Arkady Renko
(Con años de publicación)
1. Parque Gorki (1981)
2. Estrella polar (1989)
3. Plaza roja (1992)
4. Bahía de La Habana(1999)
5. Los lobos comen perros (2004)
6. El fantasma de Stalin (2007)
7. Tres estaciones (2010)
8. Tatiana (2013)
9. El Dilema Siberiano (2019)
10. Plaza de la Independencia (2023)
11. Hotel Ucrania (2025)